# Thomas Robinson, 1:e baron Grantham
Thomas Robinson, 1:e baron Grantham, född 1695, död den 30 september 1770, var en engelsk adelsman, far till Thomas Robinson, 2:e baron Grantham.
Robinson härstammade från en på 1500-talet från Hamburg inflyttad köpman, William Robinson (1522-1616), vilken på drottning Elisabets tid representerade staden York i underhuset. Dennes sonsons son Metcalfe Robinson (1629-1689) erhöll 1660 baronetvärdighet. Thomas Robinson, som var den sistnämndes brorsons son, var brittisk ambassadör i Wien 1730-48 och representerade England på fredskongressen i Aachen. Han var 1749-61 underhusledamot samt under tiden 1754-55 statssekreterare och underhusets ledare; som sådan mottogs han av oppositionen med öppet förakt. Han  blev 1761 peer med titeln baron Grantham.